# Janet Evans
Janet Evans (n. 28 august 1971, Fullerton, California, SUA) este o înotătoare ce a reprezentat Statele Unite ale Americii, medaliată olimpică. A participat la 3 ediții ale Jocurilor Olimpice (1988, 1992, 1996) în care a câștigat 6 medalii de aur și o medalie de argint.